# Pittman Center
Pittman Center är en kommun (town) i Sevier County i Tennessee. Vid 2010 års folkräkning hade Pittman Center 502 invånare.